# Zmruż oczy
Zmruż oczy – polski film wyprodukowany w 2003 roku, będący połączeniem dramatu filozoficznego i komedii. Zdjęcia do filmu powstały od 19 czerwca do 13 lipca 2001 roku w plenerach: Pełele (województwo podlaskie), Osuchów (województwo mazowieckie).

## Ekipa
- Reżyseria – Andrzej Jakimowski
- Scenariusz – Andrzej Jakimowski
- Zdjęcia – Adam Bajerski, Paweł Śmietanka
- Muzyka – Tomasz Gąssowski
- Montaż – Cezary Grzesiuk
- Scenografia – Ewa Jakimowska
- Kostiumy – Katarzyna Bartel-Saucedo, Ola Staszko
- Produkcja – Arkadiusz Artemjew, Tomasz Gąssowski, Andrzej Jakimowski

## Obsada
- Zbigniew Zamachowski – Jasiek
- Olga Prószyńska – Mała
- Rafał Guźniczak – Sosnowski
- Małgorzata Foremniak – matka
- Andrzej Chyra – ojciec
- Andrzej Mastalerz – Eugeniusz
- Jerzy Rogalski – Musiał
- Krzysztof Ławniczak – Więcek
- Ryszard Orlik – Kierowca Stara
- Rafał Walentowicz – fryzjer
- Justyna Godlewska – sekretarka
- Alicja Bach – kobieta oczekująca
- Andrzej Golejewski – stolarz
- Cezary Garbowicz – mecenas
- Tomasz Wójtowicz – kierowca mecenasa
- Kama Kowalczyk – siostra Sosnowskiego
- Bartek Kuckowski – Dziekońszczuk
- Piotr Dąbrowski – boy hotelowy

## Opis fabuły
Były nauczyciel (w tej roli Zbigniew Zamachowski) pracuje jako stróż, pilnując skromnych reliktów techniki rolniczej dawnego PGR-u. Jego towarzystwo stanowią miejscowy dziwak oraz bezpretensjonalny młodzieniec. Dołącza do nich rezolutna 11-latka "Mała", która woli azyl pośród łąk od nowobogackiego domu rodzinnego.
Niestety tę sielankę burzy pojawienie się rodziców "Małej" i trudność w utrzymaniu pracy przez Jaśka. Na przekór bogatym rodzicom, mała nie chce wrócić do domu. Nowy opiekun nie poddaje się naciskom i pozwala dziewczynce mieszkać razem z nim.
"Zmruż Oczy" to opowieść o złożonej relacji między buntowniczą dziewczynką a jej nauczycielem – outsiderem. On otwiera przed nią świat wartości, wykraczających znacznie poza materializm jej rodziców, ona fascynuje się jego buntem.

## Nagrody
Film Zmruż oczy otrzymał następujące nagrody:
- Camerimage 2003
  - SPECJALNA NAGRODA JURY – Adam Bajerski i Paweł Śmietanka "Zmruż oczy"
- Mannheim-Heidelberg International Filmfestival 2002
- Polska Nagroda Filmowa Orły 2004
  - Najlepszy film – "Zmruż oczy"
  - Najlepsza reżyseria – Andrzej Jakimowski "Zmruż oczy"
  - Najlepsza główna rola męska – Zbigniew Zamachowski "Zmruż oczy"
  - Nagroda publiczności – "Zmruż oczy"
  - Najlepszy scenariusz – Andrzej Jakimowski "Zmruż oczy"
- 28. Festiwal Polskich Filmów Fabularnych w Gdyni 2003
  - Nagroda Specjalna Jury – Zmruż oczy, reż. Andrzej Jakimowski
  - Nagrody Indywidualne
  - scenografia: Ewa Jakimowska – Zmruż oczy
  - debiut reżyserski: Andrzej Jakimowski – Zmruż oczy
  - zdjęcia: Adam Bajerski, Paweł Śmietanka – Zmruż oczy
  - kostiumy: Katarzyna Bartel, Aleksandra Staszko – Zmruż oczy

- San Francisco International Film Festival 2004
- Sochi International Film Festival 2004
- Toruń 2003: Międzynarodowy Festiwal Filmowy "Młode Kino Europejskie" – Nagroda Główna dla filmu (ex aequo z filmem "Czkawka" (Hukkle), reż. György Pálfi) za "poetycki i filozoficzny opis wymiaru egzystencji bohaterów, ludzi sukcesu i outsiderów w dobie transformacji"[1]